# Distrito de Tirupur
Tirupur (en Tamil; திருப்பூர் மாவட்டம் ) es un distrito de India, en el estado de Tamil Nadu . 
Comprende una superficie de 5 192 km².
El centro administrativo es la ciudad de Tirupur.

## Demografía
Según censo 2011 contaba con una población total de 2 471 222 habitantes.